# أكتشون (محافظة)
محافظة أكتشون (أكتشون-غون) هي محافظة في مقاطعة تشنغتشونغ الشمالية، كوريا الجنوبية. ويبلغ عدد سكانها حولي 56،634 نسمة حسب إحصاء عام 2004.

## المدن التوأمة – المدن الشقيقة
أكتشون هي مدينة توأمة مع:
- غونوه  [لغات أخرى]‏, اليابان

## أعلام بارزين
- سونغ شي يول

## أعلام
- كيم وو جين
- كيم دجي-يونغ
- كم وو-سونغ

## وصلات خارجية
- الصفحة الرئيسية لحكومة محافظة أكتشون